# Wasserralle

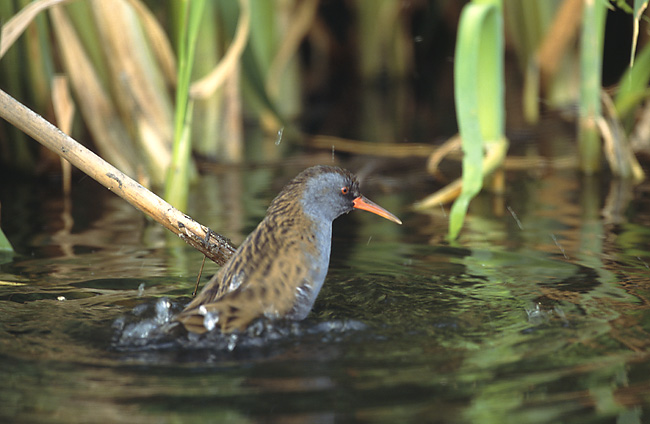
Badende Wasserralle

Die Wasserralle (Rallus aquaticus) ist eine Vogelart aus der Familie der Rallenvögel (Rallidae). Sie ist in ganz Mitteleuropa ein Brut- und Sommervogel und teilweise ein Jahresvogel.
Es werden insgesamt vier Unterarten beschrieben.

## Beschreibung
Die 25 bis 30 cm große Wasserralle wiegt in etwa 100 bis 190 g und hat eine Flügelspannweite von 40 bis 45 cm.
Die Wasserralle hat einen kurzen Schwanz und einen leicht nach unten gebogenen, rötlichen Schnabel. Kopfseiten, Kehle, Hals und Brust sind schiefergrau bis graublau. Die Augen sind rötlich und die mittellangen Beine mit den recht langen Zehen sind fleischfarbig gefärbt. Das Gefieder am Bauch, an der Brust und im Gesicht ist hellblau. Der Rücken ist dunkelbraun mit schwarzen Streifen gekennzeichnet. An den Seiten ist eine schwarz-weiße Musterung zu finden. Männchen und Weibchen haben die gleiche Färbung.
Die Küken sind generell schwarz und haben einen hellen Schnabel. Der Ruf klingt in etwa wie „kruieh“ und erinnert an die Lautäußerung eines Ferkels.

## Verbreitung und Bestand

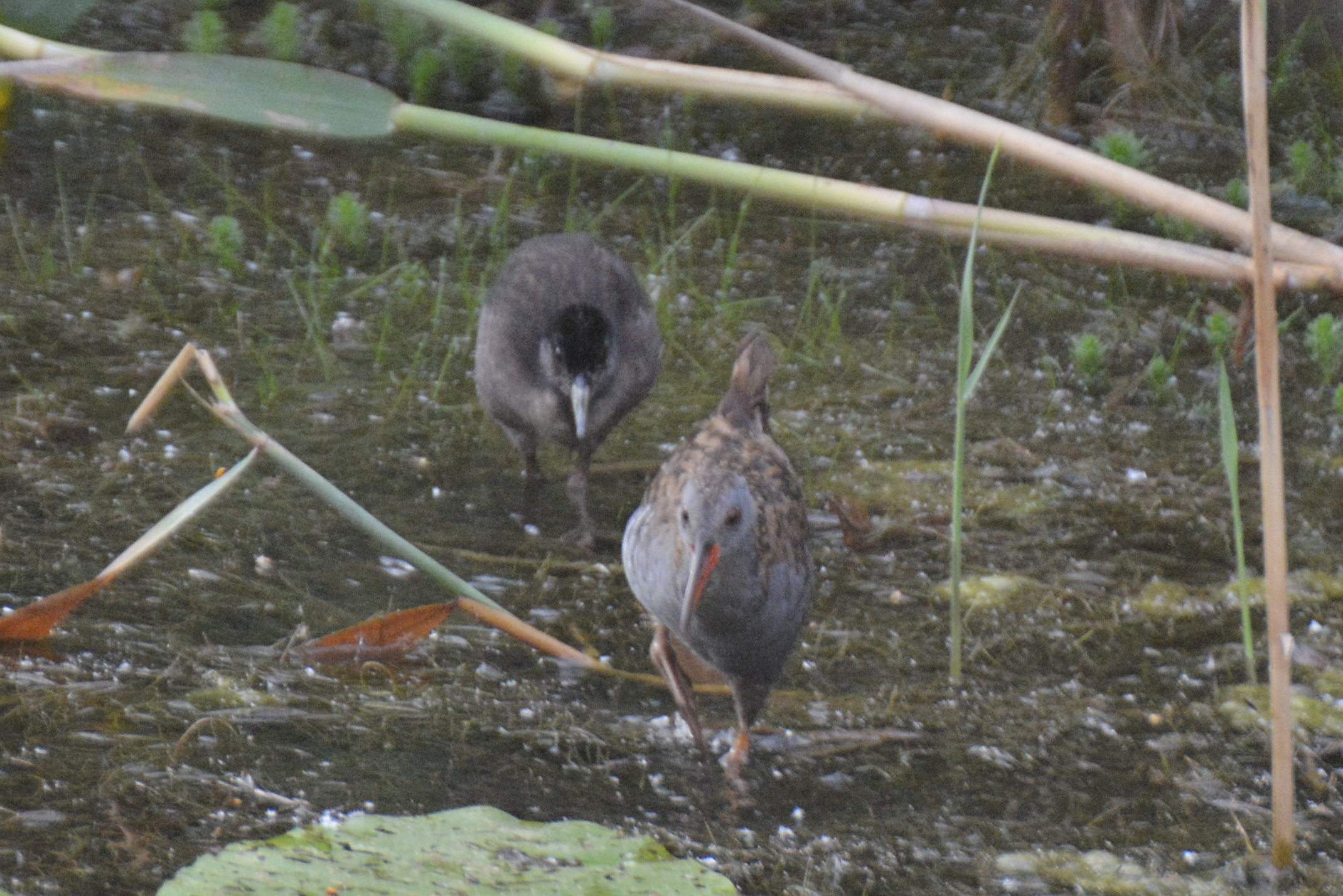
Das Jungtier ist pechschwarz, befindet sich ebenso häufig am Übergang Schilf – Wasser und klettert gerne auf Büsche und Schilfpflanzen.

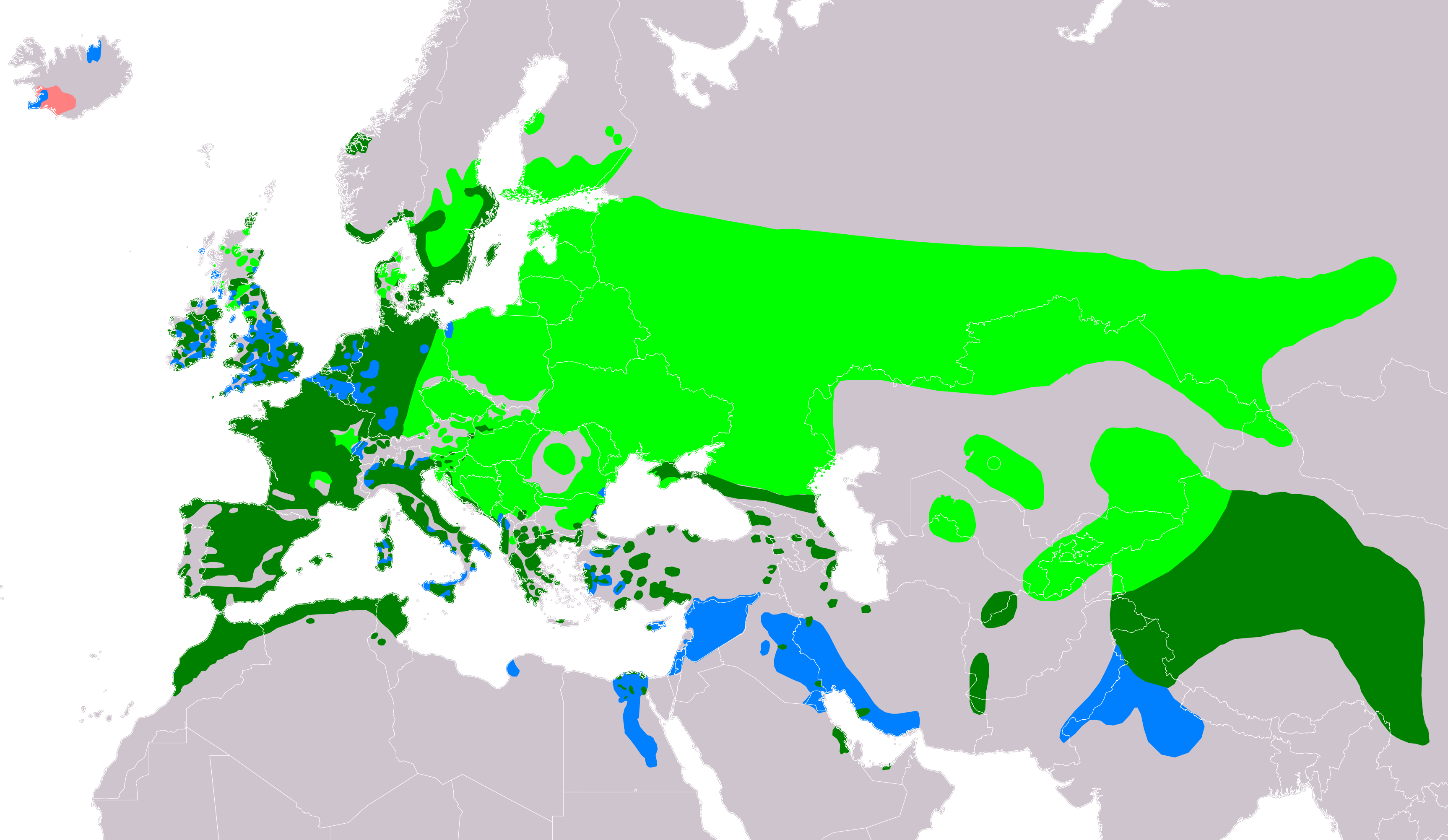
Verbreitung der Wasserralle:
Brutgebiete
Ganzjähriges Vorkommen
Überwinterungsgebiete
Population wahrscheinlich erloschen

Die Wasserralle lebt in Nordafrika, in fast ganz Europa (außer Nordskandinavien) und in Asien. Größere Verbreitungslücken gibt es in den Hochländern Innerasiens. In Mitteleuropa ist sie ein verbreiteter Brutvogel der Feuchtgebiete vom Tiefland bis in Mittelgebirgslagen. In den Nordalpen kommt sie noch in Höhenlagen bis 1.400 Meter vor. Wichtige Verbreitungsgebiete im Übergang vom Tiefland zum Mittelgebirge sind Lippeauen und Emscherland.

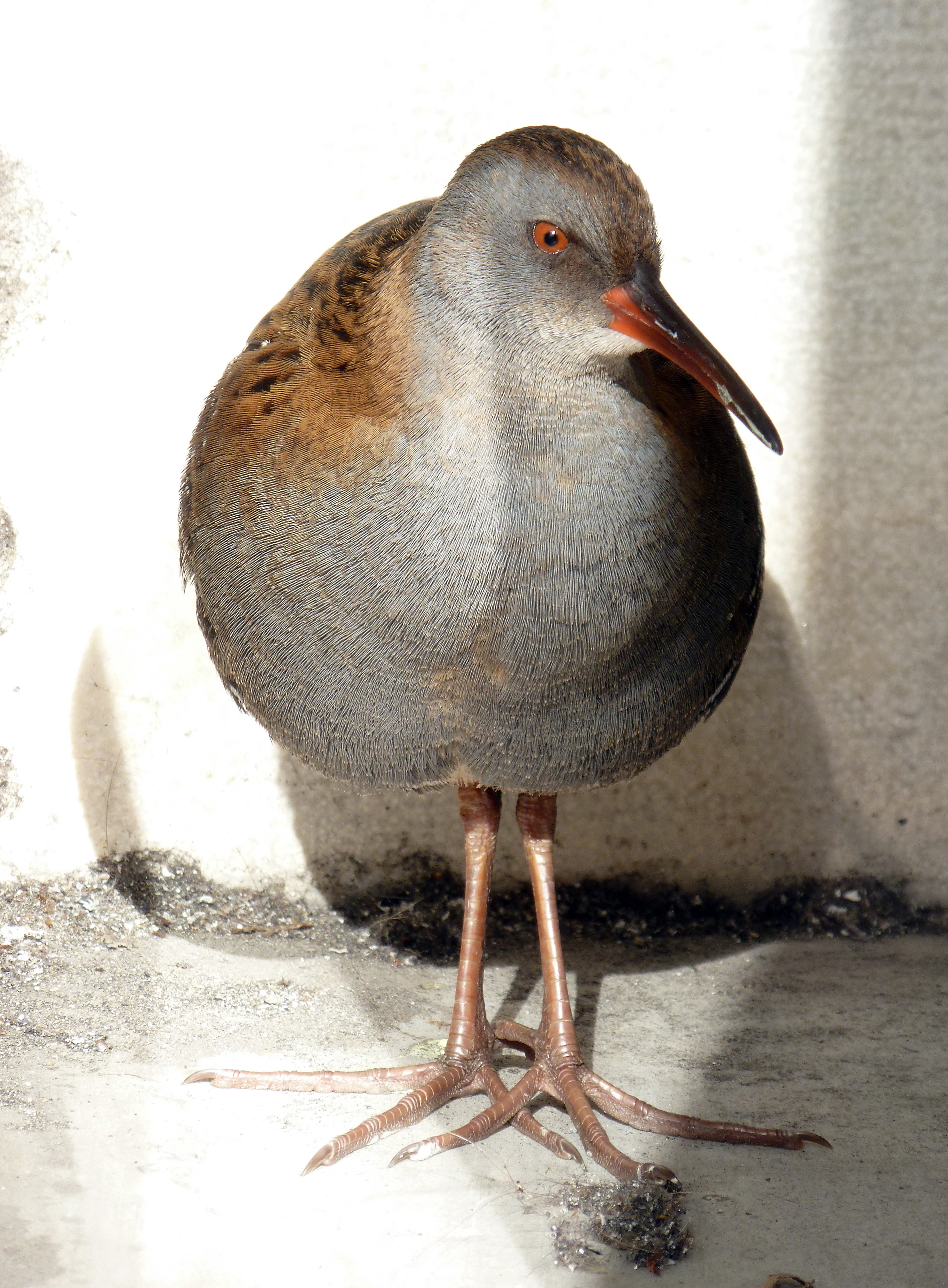
Nominatform Rallus aquaticus aquaticus in Italien

Die Nominatform Rallus aquaticus aquaticus kommt in Europa bis nach Westsibirien vor. Die Unterart R. a. hibernicus kommt auf Island vor, die Unterart R. a. korejewi ist in Zentralasien beheimatet und die Unterart R. a. indicus lebt in Ostasien.
Der europäische Gesamtbestand wird auf 140.000 bis 360.000 Brutpaare geschätzt. Bestände mit mehr als 10.000 Brutpaaren weisen unter anderem Belarus, Frankreich, Deutschland, Ungarn, Polen, Russland, Spanien, die Türkei und die Ukraine auf. In Mitteleuropa kommen insgesamt zwischen 36.000 und 69.000 Brutpaare vor. Über die Entwicklung des Bestandes liegen nur sehr geringe Erkenntnisse vor. Sicher ist, dass es Bestandsfluktuationen nach schlechten Brutjahren beispielsweise infolge von langen Trockenzeiten oder Überschwemmungen gibt. Arealverluste und -rückgänge gab es aber nach den 1950er Jahren, nachdem umfangreiche Schilfgebiete verloren gingen. Die starken Rückgänge am Bodensee waren überwiegend auf sehr strenge Winter und extreme Wasserstandsveränderungen während der Brutsaison zurückzuführen. Insgesamt gilt der Bestand jedoch als stabil.

## Lebensraum

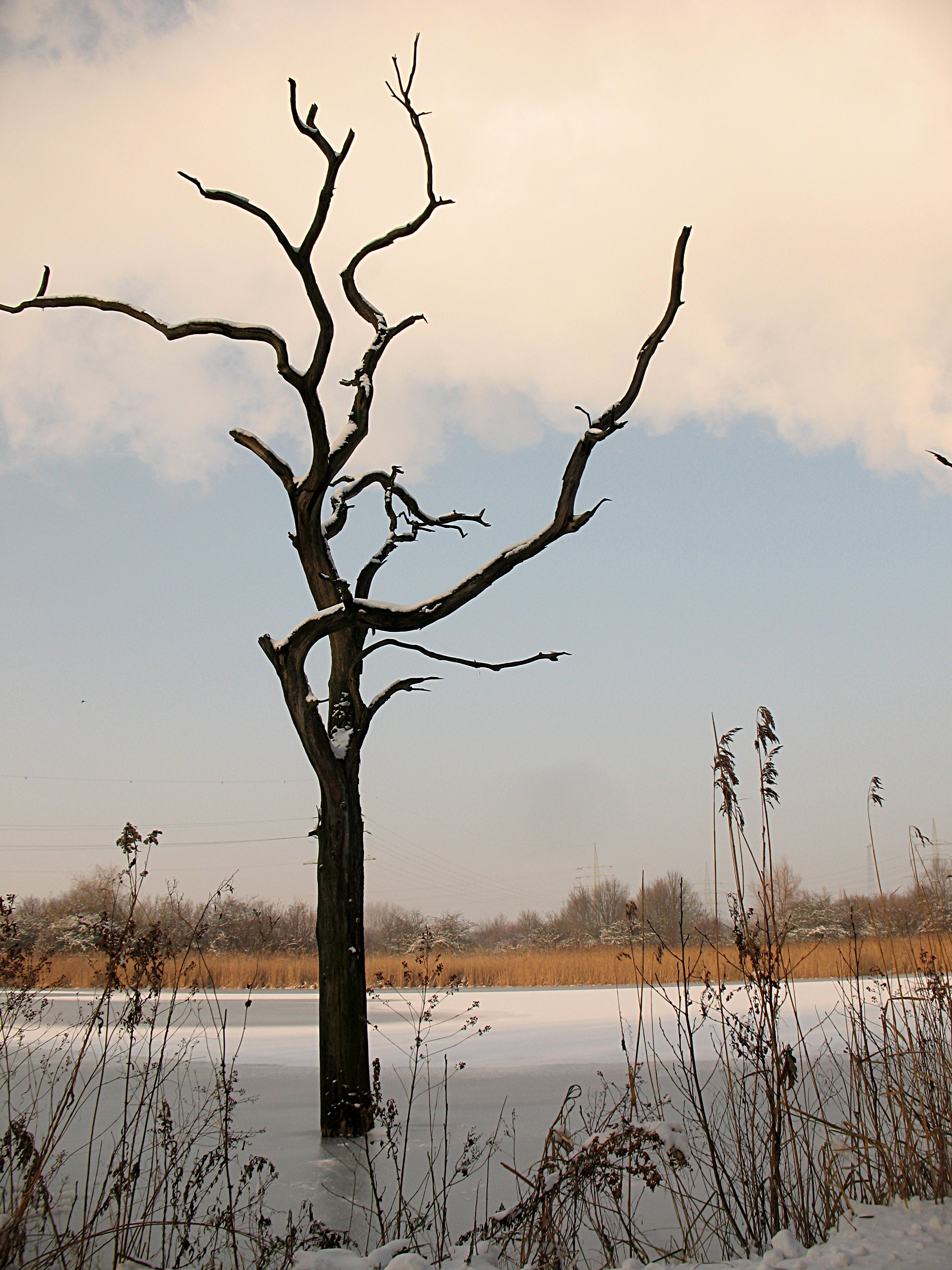
Typischer Lebensraum der Wasserralle, Lippeaue, Naturschutzgebiet Tibaum in Hamm

Die scheue Wasserralle fühlt sich in Flussauen und Sumpfgebieten besonders wohl. Sie bevorzugt sehr feuchte Gebiete mit viel Schilf und einer sehr dicht bewachsenen Umgebung. Daneben sind auch Seggenmoore, Erlenbruchwälder und Weidendickichte sowie überschwemmte Süßgraswiesen, Sumpfschachtelhalm- und Wasserschwadenbestände wesentliche Lebensräume für diese Art. Wesentlich ist, dass die Vögel zwischen der Vegetation laufen können und dass kleine offene Wasserflächen vorhanden sind. Sie lebt entsprechend auch an Kleingewässern oder in schmalen Schilfstreifen, sofern ausreichend Deckung vorhanden ist. Beispiel eines Habitats in Deutschland ist das Zwillbrocker Venn im Grenzgebiet zu den Niederlanden. Da die Wasserralle ausgesprochen versteckt lebt, sind es vor allem die Rufe, die ihre Anwesenheit verraten.
Im Winter ziehen manche Wasserrallen nach Süd- und Westeuropa. Sie ist im Allgemeinen ein Stand- und Strichvogel.

## Lebensweise
Wasserrallen sind Einzelgänger, die auch im Winter ihre Nahrungsreviere verteidigen. Diese Eigenschaft machen sich Vogelschützer zur Bestandfeststellung zunutze. Die Vögel reagieren sehr schnell auf von Tonbandaufnahmen abgespielte Rufe.
Die Reviere der Wasserralle umfassen durchschnittlich etwa 300 Quadratmeter; können aber in ihrer Größe in Abhängigkeit vom Lebensraum deutlich variieren.
Die Wasserralle ernährt sich von kleinen Fischen, Krebstieren, Weichtieren, Insekten und deren Larven.

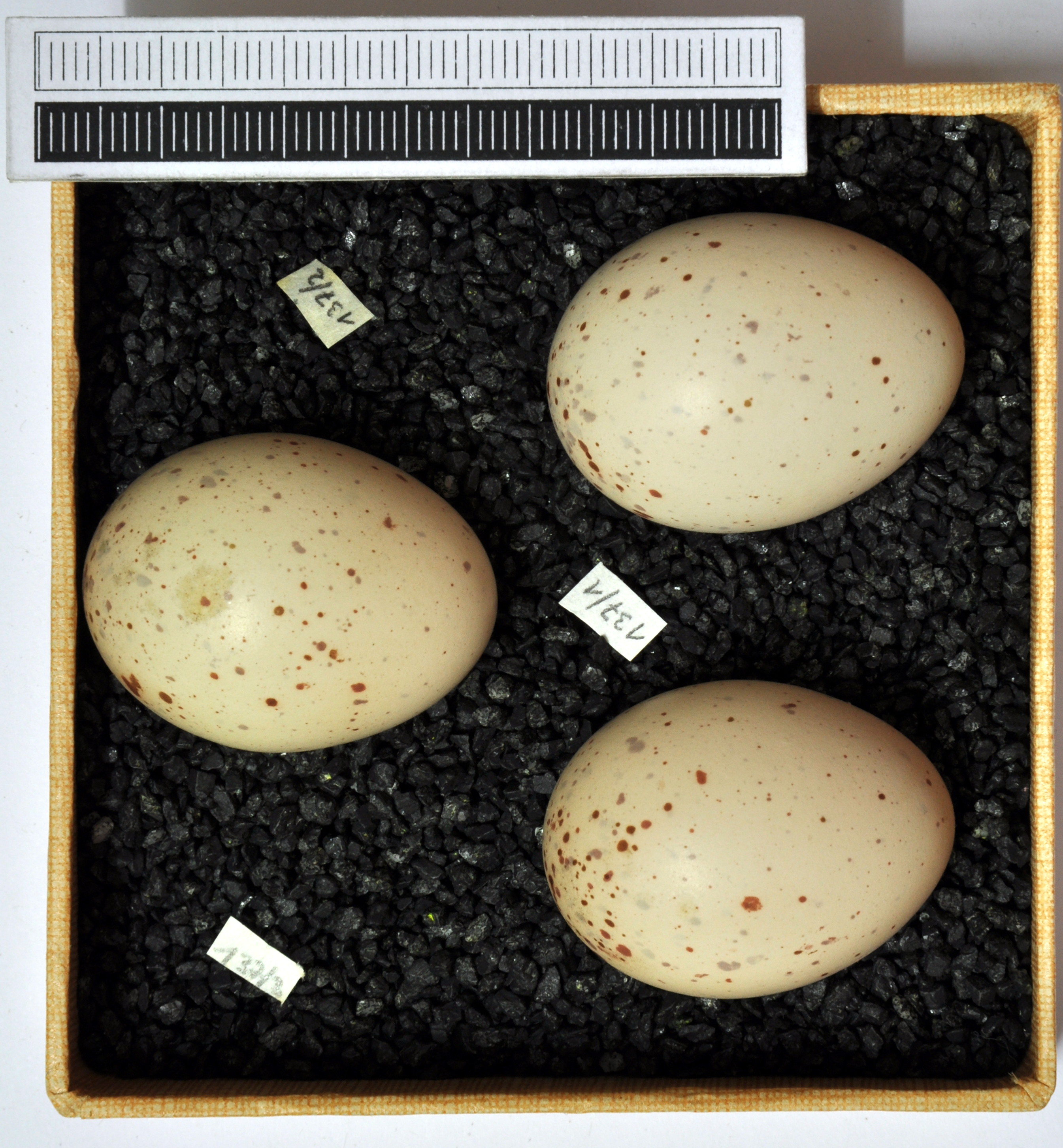
Eier (Sammlung Museum Wiesbaden)

Die Brutzeit erstreckt sich von April bis August.
Beide Partner bauen gemeinsam ein Nest aus Gras, Halmen und anderen Pflanzenteilen, das sehr gut in der dichten Sumpfvegetation versteckt ist.
Das Weibchen legt sechs bis zwölf etwa 35 mm große Eier, die von beiden Partnern drei Wochen lang gewärmt werden, bis die Küken schlüpfen.
Die Jungvögel sind Nestflüchter und werden nach sieben bis acht Wochen flügge.

## Bestandssituation
In der IUCN-Liste der bedrohten Tierarten ist die Wasserralle als „Least concern“ eingestuft. Lokal können Bestände zurückgehen wegen Entwässerungen, Deichbau und der Verbauung natürlicher Ufer.